# Averotoren
De Avérotoren is een kantoorgebouw in Leeuwarden. Het gebouw is 77 meter hoog, en is daarmee het op een na hoogste kantoorgebouw in Leeuwarden. Het gebouw werd in 1991 voltooid en het telt 18 verdiepingen. De toren is ontworpen door Bonnema architecten. Het gebouw was tot 2002 het hoogste kantoorgebouw van Leeuwarden, tot de komst van de 115 meter hoge Achmeatoren. Samen vormen de kantoortorens een beeldbepalend stadsbeeld.

## Slechtvalk
De Avérotoren heeft sinds april 2011 een nestkast voor de slechtvalk. De nestkast is bevestigd aan de wand van de omloop op de 18e etage, op 72 meter hoogte. De bouw van de nestkast is een initiatief van gemeente Leeuwarden, werkgroep Slechtvalk, Avéro Achmea, bouwbedrijf Frankena Wommels en Hogeschool Van Hall Larenstein. Met de bouw van de nestkast proberen de initiatiefnemers slechtvalken in Nederland weer te laten broeden en niet alleen maar te overwinteren.